# 李旦福
李旦福（1971年4月—），中国浙江省玉环市人，中学高级教师，玉环市教育局党委委员，曾任玉环市城关第一初级中学校长、党支部书记，中国教育技术协会中小学专业委员会第五届委员会理事。他自1998年担任校领导，曾任玉环市实验学校高中部分管校长。

## 生平
李旦福出生于1971年4月，后在浙江教育学院学习，就读教育管理专业，化学学科教学论助教进修班硕士研究生结业。1992年参加工作。1998年12月，加入中国共产党。
他曾任玉城中学党支部委员、副书记；后到玉环市实验学校，担任高中部分管校长和科学组教师，为中学高级教师。2012年，李旦福调到玉环县珠港镇城关第一初级中学担任校长。2017年7月，当选台州市教育技术专家。2018年10月9日，李旦福被任命为玉环市教育局党委委员，试用期一年。